# Climacoptera amblyostegia
Climacoptera amblyostegia là loài thực vật có hoa thuộc họ Dền. Loài này được (Botsch.) Botsch. mô tả khoa học đầu tiên năm 1956.